# 記憶痕跡
記憶痕跡是印在物理物質中的一個認知訊息單位。在理論上，記憶以回應外部刺激，透過生物物理或生物化學變化而儲存在大腦或其他生物組織中。如何證明記憶痕跡在神經學定義上的存在及展示其確切機制和位置，一直是數十年來持續研究的焦點。

## 歷史
根據德國生物學家理查德·塞蒙（Richard Semon）在1904年的說法，記憶痕跡（德語：engram）是記憶在生物體中留下的痕跡，是記憶的物理基礎。這種觀點預設了有機物能夠更長時間地保留記憶痕跡的特性。然而，塞蒙警告說：「在動物的進化過程中，一個有機系統——神經系統——已經演化為專門用來負責接收和傳遞刺激。然而，不能由此推斷神經系統壟斷了這一功能，即使在進化的最高階段“人類”也沒有這種專業化。
卡爾·S·拉什利（Karl S. Lashley）首次嘗試確定大腦中的記憶位置，他切除了囓齒類動物的部分大腦。在拉什利的實驗中，老鼠被訓練穿過迷宮，然後部分組織從它們的大腦皮質中被移除。實驗證明，增加移除的組織數量會增加記憶的退化，但更值得注意的是，改變組織移除的位置並沒有改變效果。因此，他的假設和探索被證明是不成功的，而他的結論——記憶廣泛分佈在大腦中——則產生了廣泛的影響。今天我們認識到記憶並非完全而只是大部分分佈在大腦中，加上其動態性質，使得使用傳統科學方法來識別記憶痕跡變得困難。

## 現況
神經學承認存在多種類型的記憶，而它們在大腦中的物理位置可能取決於介導記憶編碼的相應系統。小腦、紋狀體、大腦皮質、海馬體和杏仁核等腦部區域被認為在記憶中扮演重要角色。例如，通常認為海馬體參與空間記憶和陳述性記憶，以及將短期記憶鞏固為長期記憶。
研究表明，陳述性記憶在大腦深處的邊緣系統和外部皮質區域之間移動。這些與更原始的小腦的機制不同，後者在眨眼反應中占主導地位並直接接收聽覺訊息的輸入。它不需要「接觸」其他大腦結構來幫助形成一些簡單聯想的記憶。
麻省理工學院的一項研究發現，例如特定記憶的表達等基於高級認知的行為，可以透過對特定的小腦細胞亞群進行高度特定的物理活化來產生。透過物理手段重新活化小鼠的這些細胞，例如用光來照射受光遺傳學影響的神經元，似乎可以使其回憶起與恐懼相關的長期記憶。
另一項研究利用光遺傳學和化學遺傳學來控制動物編碼和回憶空間背景記憶的神經元活動，以研究大腦如何決定記憶的壽命。研究人員發現的結果明確了特定海馬體抑制細胞（生長抑素表達細胞）在限制參與空間訊息儲存的神經元數量和限制相關記憶持續時間方面的作用。
2016年，麻省理工學院的一項研究發現，透過加強阿茲海默症小鼠模型大腦中特定的記憶印跡細胞連接，可以逆轉阿茲海默症早期的記憶喪失症狀。